# Port Dickson
Port Dickson is een stad en gemeente (majlis perbandaran; municipal council) in de Maleisische deelstaat Negeri Sembilan.
De gemeente telt 101.000 inwoners en is de hoofdstad van het gelijknamige district.
Port Dickson is een strand- en vakantiebestemming op ongeveer 32 km van Seremban en 90 km van Kuala Lumpur.
Oorspronkelijk werd er in de plaats houtskool geproduceerd. Later werd de haven van enig belang onder bewind van de Britten. De plaats heette toen Tanjung, Maleis voor kaap. Het was de bedoeling om de haven van Pengkalan Kempas te vervangen. De officier van dienst was destijds Dickson, waar de havenplaats waarschijnlijk zijn naam aan heeft te danken. Een andere bewering is dat Sir John Frederick Dickson Port Dickson en Pulau Arang heeft opgericht in 1889.
Sinds de jaren negentig is geïnvesteerd in de toeristenindustrie.

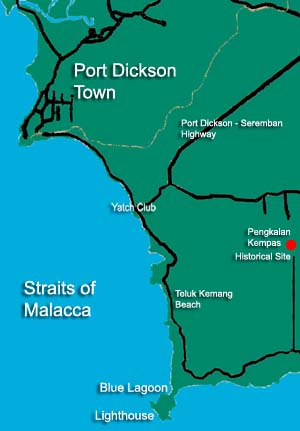
Overzichtskaartje